# Linjett 33
Linjett 33 är en segelbåtstyp. Linjett 33 presenterades 1994 av Rosättra Båtvarv som en efterträdare till den tidigare succén Linjett 32. Linjett 33 konstruerades av Mats Gustavsson. Linjett 33 tillverkades fram till 2010. Det har byggts 181 exemplar.